# Церковь Ильи Пророка из села Верхний Березовец
Церковь Ильи Пророка из села Верхний Березовец Солигаличского района Костромской области – деревянная приходская двухэтажная церковь, один из экспонатов Костромского музея деревянного зодчества. В одном здании расположены сразу две церкви: на первом этаже «теплая» (т. е. отапливаемая) Покровская церковь, на втором — «холодная» (т.е. неотапливаемая) церковь Ильи Пророка.

## История
Дата строительства церкви точно не определена, однако исследователи памятника, основываясь на конструктивных и стилистических особенностях, чаще всего называют первую половину XVIII века. Из документов известно, что в 1653 г. в с. Верхний Березовец Солигаличского района существовали две деревянные церкви: холодная Никольская с приделом Ильи Пророка и теплая Покровская с приделом Параскевы Пятницы. По всей видимости, Никольская церковь сгорела в конце XVII века, поэтому строительство новой деревянной Ильинской церкви относится к первой половине XVIII века. 
Во второй половине XIX века церковь подверглась перестройке: вместо крыльца в западной части церкви сооружена двухэтажная паперть с лестницей и сделаны железные кровли. В 1970 г. церковь перевезена в музей и реставрирована по проекту архитектора В.С. Шапошникова в 1970-1977 гг. В ходе работ была воссоздана паперть и железные кровельные покрытия конца XIX в. Однако серьёзная реставрация, вероятнее всего, привела к небольшим изменениям в объемно-планировочной композиции храма, к которым относятся “косая” посадка верхнего восьмерика, неправильная форма апсиды и т.д.

## Архитектура
Поставленная на подклет церковь относится к ярусным храмам, а именно к типу “восьмерик на четверике”  и имеет ярко выраженную ярусную структуру. Четверик несет два убывающих по высоте восьмерика, а над “вспученной” кровлей возвышается металлическая луковичная глава с пятигранной апсидой, почти квадратную трапезную, равную по ширине центральному четверику, и более узкую паперть. Подобную объемно-планировочную композицию имеет церковь Покрова Пресвятой Богородицы из с. Старые Ключищи Нижегородской области (1731), а также церковь Николая Чудотворца из с. Высокий Остров Новгородской области (1757). Сильно выступающие свесы кровли, напоминающие полицы, обогащают силуэт церкви. Четверик храма и трапезная рублены «в обло» из бревен, апсида, восьмерики в лапу из окантованных с наружной стороны бревен, а притвор — «в лапу» из пиленого бруса. Окна церкви — косящатые (в нижнем восьмерике на южной и северной стенах — сдвоенные). Единственным элементом наружного декора служит резной подзор четверика.

## Интерьер
Главный интерес представляет внутреннее пространство холодной церкви. Храм имеет деревянное перекрытие, имитирующее сомкнутый восьмилотковый свод на тромпах, установленный в ходе реставрации во второй половине XIX века. Свод оклеен узкими полотнищами холста домашнего ткачества и по грунтовке расписан на сюжеты “Страстей Христовых”. В центре свода — круглая икона с погрудным изображением Христа Вседержителя. Роспись свода и центральное тондо относятся к последней реконструкции церкви в конце XIX — начале XX вв. Иконостас — четырехъярусный, середины XIX в. Его центральная часть выделена по вертикали спаренными колонками, в навершии которых установлены фигуры предстоящих Распятию. Под иконами местного ряда располагались панно с написанными на холсте сценами из Библии, но они, как и иконы праздничного ряда, не сохранились. Отдельные вставки, дополнения резьбы с орнаментом в стиле модерн свидетельствуют о перемонтаже иконостаса в конце XIX - начале XX вв. Живопись и резьба в интерьере храма реставрированы художниками и резчиками КСНРПМ (Костромская специальная научно-реставрационная производственная мастерская) в 1983-1987 годах. “Небо” было наклеено на фанерную основу, чтобы предохранить холсты от деформации по пазам тёсовой обшивки свода.